# System ligowy piłki nożnej w Szwecji
Szwedzki system ligowy składa się z powiązanych ze sobą lig, kontrolowanych przez Szwedzki Związek Piłki Nożnej. Składa się z 276 drużyn w 22 ligach podzielonych na 5 stopni rozgrywkowych. Poniżej nich usytuowane są ligi regionalne, kontrolowane przez regionalne związki piłki nożnej, a nie przez związek krajowy. Można z nich spaść bądź awansować na wyższe szczeble.

## Piramida
| Poziom | Klasa rozgrywkowa                                                                               | Klasa rozgrywkowa                                                                               | Klasa rozgrywkowa                                                                               | Klasa rozgrywkowa                                                                               | Klasa rozgrywkowa                                                                               | Klasa rozgrywkowa                                                                               | Klasa rozgrywkowa                                                                               | Klasa rozgrywkowa                                                                               | Klasa rozgrywkowa                                                                               | Klasa rozgrywkowa                                                                               | Klasa rozgrywkowa                                                                               | Klasa rozgrywkowa                                                                               |
| ------ | ----------------------------------------------------------------------------------------------- | ----------------------------------------------------------------------------------------------- | ----------------------------------------------------------------------------------------------- | ----------------------------------------------------------------------------------------------- | ----------------------------------------------------------------------------------------------- | ----------------------------------------------------------------------------------------------- | ----------------------------------------------------------------------------------------------- | ----------------------------------------------------------------------------------------------- | ----------------------------------------------------------------------------------------------- | ----------------------------------------------------------------------------------------------- | ----------------------------------------------------------------------------------------------- | ----------------------------------------------------------------------------------------------- |
| 1      | Allsvenskan 16 drużyn                                                                           | Allsvenskan 16 drużyn                                                                           | Allsvenskan 16 drużyn                                                                           | Allsvenskan 16 drużyn                                                                           | Allsvenskan 16 drużyn                                                                           | Allsvenskan 16 drużyn                                                                           | Allsvenskan 16 drużyn                                                                           | Allsvenskan 16 drużyn                                                                           | Allsvenskan 16 drużyn                                                                           | Allsvenskan 16 drużyn                                                                           | Allsvenskan 16 drużyn                                                                           | Allsvenskan 16 drużyn                                                                           |
| 2      | Superettan 16 drużyn                                                                            | Superettan 16 drużyn                                                                            | Superettan 16 drużyn                                                                            | Superettan 16 drużyn                                                                            | Superettan 16 drużyn                                                                            | Superettan 16 drużyn                                                                            | Superettan 16 drużyn                                                                            | Superettan 16 drużyn                                                                            | Superettan 16 drużyn                                                                            | Superettan 16 drużyn                                                                            | Superettan 16 drużyn                                                                            | Superettan 16 drużyn                                                                            |
| 3      | Dywizja 1. Norra 14 drużyn                                                                      | Dywizja 1. Norra 14 drużyn                                                                      | Dywizja 1. Norra 14 drużyn                                                                      | Dywizja 1. Norra 14 drużyn                                                                      | Dywizja 1. Norra 14 drużyn                                                                      | Dywizja 1. Norra 14 drużyn                                                                      | Dywizja 1. Södra 14 drużyn                                                                      | Dywizja 1. Södra 14 drużyn                                                                      | Dywizja 1. Södra 14 drużyn                                                                      | Dywizja 1. Södra 14 drużyn                                                                      | Dywizja 1. Södra 14 drużyn                                                                      | Dywizja 1. Södra 14 drużyn                                                                      |
| 4      | Dywizja 2. Norrland 12 drużyn                                                                   | Dywizja 2. Norrland 12 drużyn                                                                   | Dywizja 2. Norra Svealand 12 drużyn                                                             | Dywizja 2. Norra Svealand 12 drużyn                                                             | Dywizja 2. Östra Svealand 12 drużyn                                                             | Dywizja 2. Östra Svealand 12 drużyn                                                             | Dywizja 2. Mellersta Götaland 12 drużyn                                                         | Dywizja 2. Mellersta Götaland 12 drużyn                                                         | Dywizja 2. Västra Götaland 12 drużyn                                                            | Dywizja 2. Västra Götaland 12 drużyn                                                            | Dywizja 2. Södra Götaland 12 drużyn                                                             | Dywizja 2. Södra Götaland 12 drużyn                                                             |
| 5      | Dywizja 3. Norra Norrland 12 drużyn                                                             | Dywizja 3. Mellersta Norrland 12 drużyn                                                         | Dywizja 3. Södra Norrland 12 drużyn                                                             | Dywizja 3. Norra Svealand 12 drużyn                                                             | Dywizja 3. Östra Svealand 12 drużyn                                                             | Dywizja 3. Västra Svealand 12 drużyn                                                            | Dywizja 3. Nordöstra Götaland 12 drużyn                                                         | Dywizja 3. Mellersta Götaland 12 drużyn                                                         | Dywizja 3. Nordvästra Götaland 12 drużyn                                                        | Dywizja 3. Sydvästra Götaland 12 drużyn                                                         | Dywizja 3. Sydöstra Götaland 12 drużyn                                                          | Dywizja 3. Södra Götaland 12 drużyn                                                             |
| 6–10   | Od Dywizji 4. do Dywizji 8. rozgrywki ligowe zarządzane są przez regionalne związki piłkarskie. | Od Dywizji 4. do Dywizji 8. rozgrywki ligowe zarządzane są przez regionalne związki piłkarskie. | Od Dywizji 4. do Dywizji 8. rozgrywki ligowe zarządzane są przez regionalne związki piłkarskie. | Od Dywizji 4. do Dywizji 8. rozgrywki ligowe zarządzane są przez regionalne związki piłkarskie. | Od Dywizji 4. do Dywizji 8. rozgrywki ligowe zarządzane są przez regionalne związki piłkarskie. | Od Dywizji 4. do Dywizji 8. rozgrywki ligowe zarządzane są przez regionalne związki piłkarskie. | Od Dywizji 4. do Dywizji 8. rozgrywki ligowe zarządzane są przez regionalne związki piłkarskie. | Od Dywizji 4. do Dywizji 8. rozgrywki ligowe zarządzane są przez regionalne związki piłkarskie. | Od Dywizji 4. do Dywizji 8. rozgrywki ligowe zarządzane są przez regionalne związki piłkarskie. | Od Dywizji 4. do Dywizji 8. rozgrywki ligowe zarządzane są przez regionalne związki piłkarskie. | Od Dywizji 4. do Dywizji 8. rozgrywki ligowe zarządzane są przez regionalne związki piłkarskie. | Od Dywizji 4. do Dywizji 8. rozgrywki ligowe zarządzane są przez regionalne związki piłkarskie. |